# Lövångers tingslag
Lövångers tingslag var ett tingslag i mellersta Västerbotten. Tingslaget bildades 1795 genom en uppdelning av Lövånger och Burträsks tingslag och uppgick 1902 i Nysätra tingslag. 
Tingslaget hörde till 1820 till Västerbottens södra kontrakts domsaga, mellan 1820 och 1852 till Västerbottens norra domsaga och från 1852 till Västerbottens mellersta domsaga.

## Socknar
Lövånger tingslag omfattade följande socknar: 
- Lövångers socken